# アリゾナイトスギ

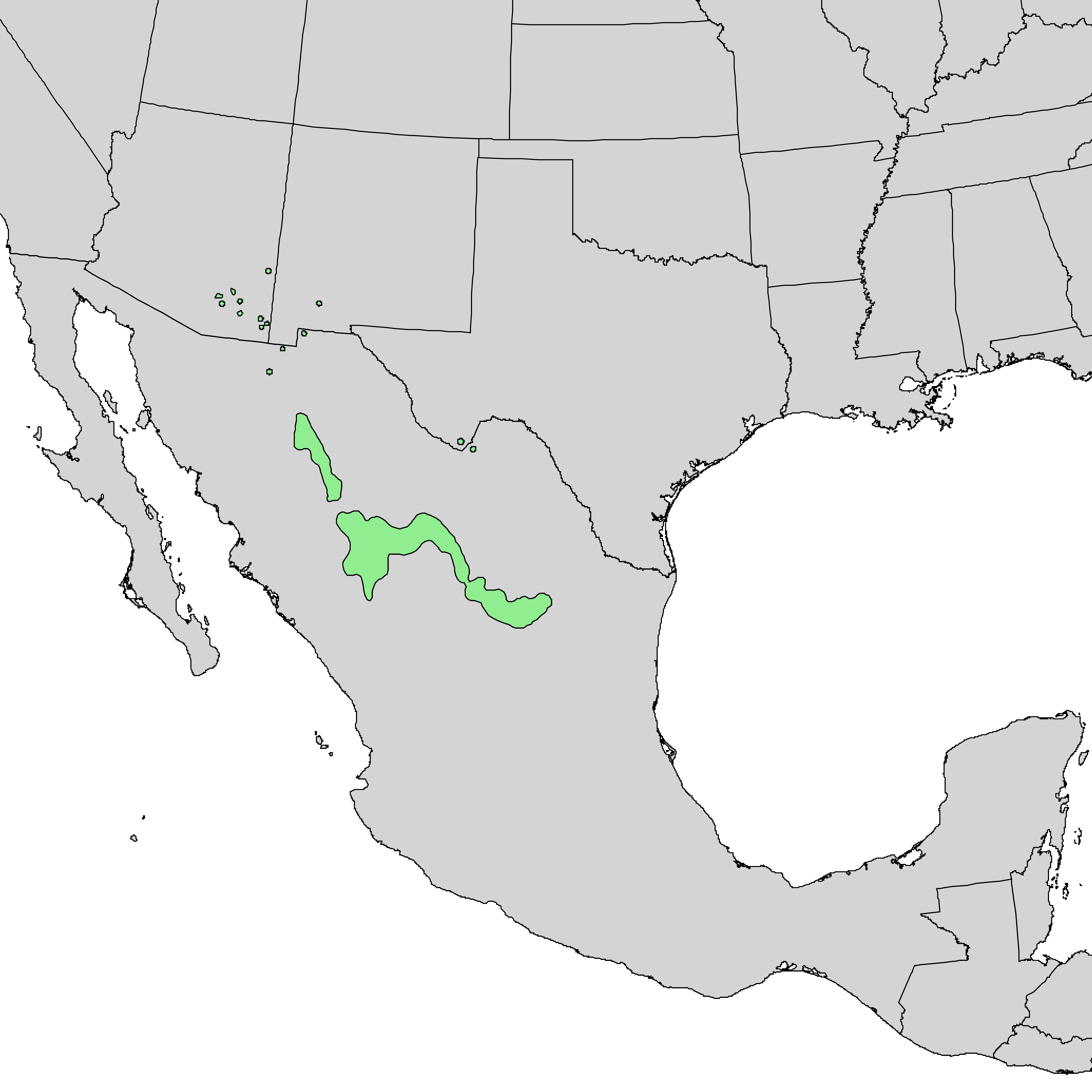
分布

アリゾナイトスギ(学名:Cupressus arizonica)は、ヒノキ科ホソイトスギ属の常緑針葉樹の高木。

## 概要
原種は、北米のアリゾナ州からカリフォルニア半島、メキシコ北部に生育している。主幹は直上し樹高は15m-35mに育つ。樹形は円錐形。樹皮は薄く、成長とともに自然に剥離する。枝は水平-やや斜上に分枝する。葉は鱗葉で、白青緑色ないし灰青色を呈し観賞樹木としての価値が高い。いくつかの園芸品種が開発されているが、全て根の発達が悪く、倒れやすいという欠点がある。本来は雨や風の少ない地域に自生する。

## 園芸種
- Cupressus arizonica'Blue Ice'(ブルーアイス) - 園芸用品種の代表種。非常に成長が早い[1]。円錐形で高さ10mに育つ[2]。ホワイトブルーの樹氷のような色が高く評価される[2]。5-6月の新梢伸長期が最も美しい[1]。コニファーの中で最も香りが強い[5]。根の発育が悪いので風や雪によって倒れやすく[5]、移植や繁殖は難しいとされる[5]。夏の暑さには強いが、-10度以下の寒冷には弱い[3][4]。日本では東北南部が北限とされる[4]。白い粉をふいたような青緑色の葉が特徴的[4]。根は柔らかく、片側性に数本しか生えないので、非常に倒れやすく頻繁な剪定を行って、高さと大きさを抑える必要がある[3]。鉢栽培は難しい[3]。
- Cupressus arizonica'Raywoods Weeping'(リーウッツウィピング) - ブルーアイスの枝垂れ種。幹が柔らかく支柱は必須[6]。鉢栽培は難しい[6]。
- Cupressus arizonica'Blue Mountain'(ブルーマウンテン) - 矮星種。成長は非常に遅い。半球状に育つ。日本で作成された品種[3]。鉢栽培は難しい[3]
- Cupressus arizonica'Sulfurea'(サルフレア) - クリーム色-萌黄色の葉が特徴。高さ4mほどに成長[1]。成長はブルーアイスより遅い。円錐形に育つ[1]。鉢栽培は難しい[3]
- Cupressus arizonica'Pyramidalis'(ピラミダリス) - 変種のグラブラ(glabra)タイプ[1]。8mほどに高さになり樹形は円錐形-狭円錐形となる[1]。原種と比較すると細葉が繊細[1][3]。

## ギャラリー

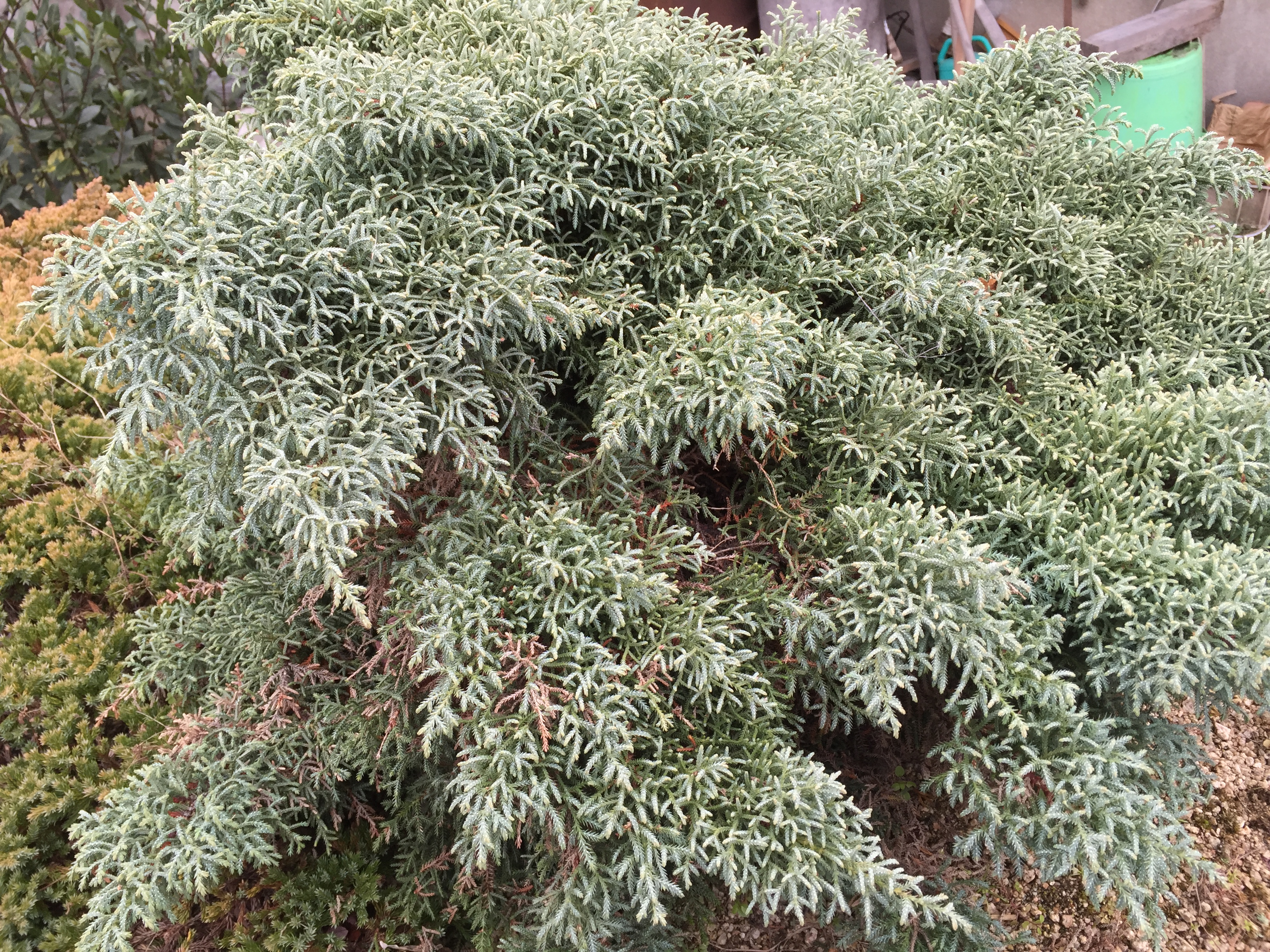
ブルーマウンテン
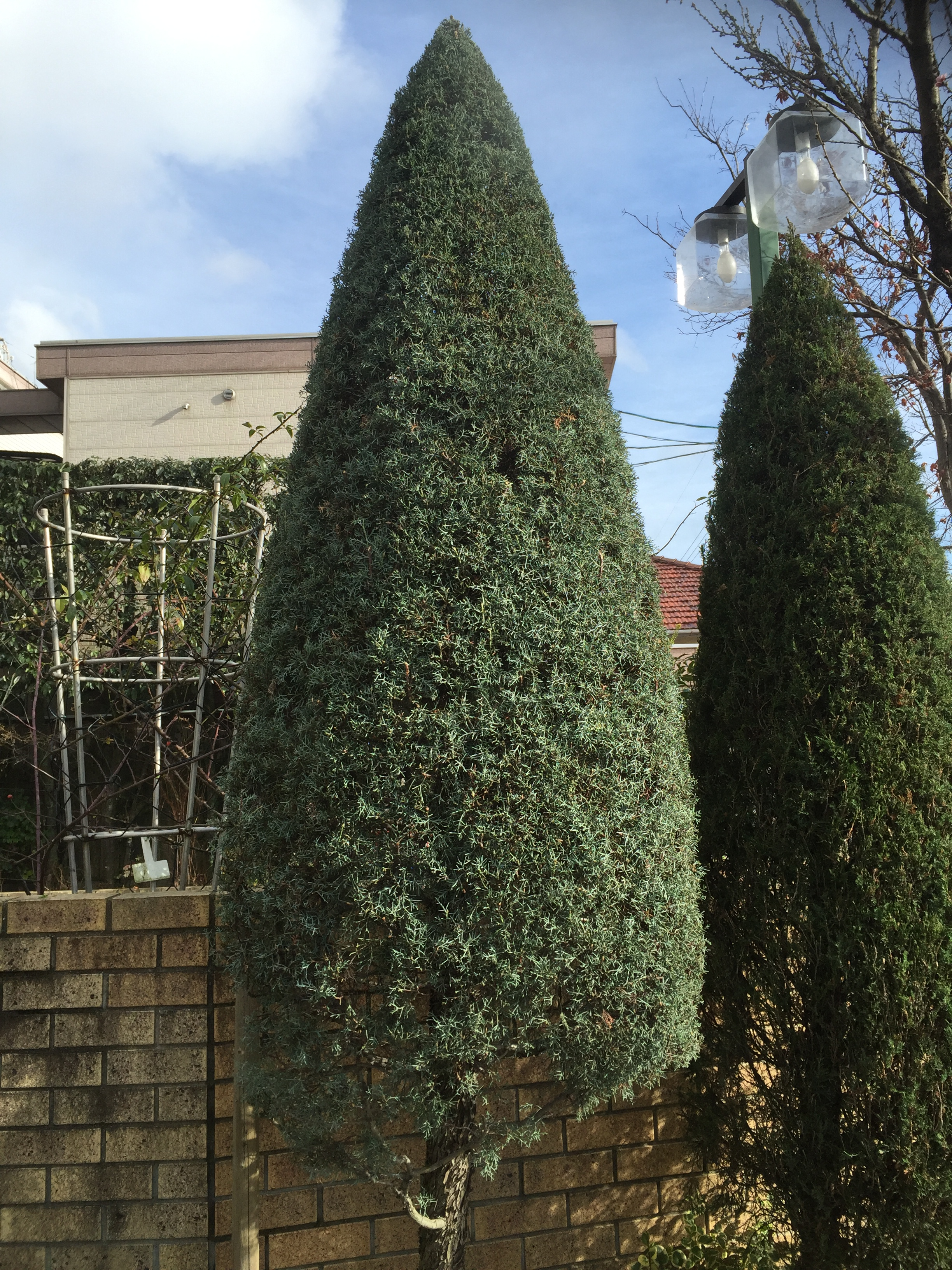
綺麗に剪定されたブルーアイス